# Jurguens Montenegro
Jurguens Josafat Montenegro Vallejo (Chacarita, Puntarenas, Costa Rica, 13 de diciembre de 2000) es un futbolista costarricense que se desempeña como delantero en el Club Sport Herediano de la Primera División de Costa Rica.

## Trayectoria

### L. D. Alajuelense
Debutó en la máxima categoría el 5 de noviembre del 2017 durante un partido ante Municipal Liberia.
El miércoles 12 de septiembre de 2018 marcó su primer gol en la Primera División de Costa Rica ante la UCR F. C. en la victoria de L. D. Alajuelense de visitante finalizando el marcador 2-1 por la jornada 10 del torneo apertura 2018.

### C. S. Cartaginés
Para el Torneo Apertura 2019 es cedido a préstamo al C. S. Cartaginés, la idea de la gerencia deportiva en ese entonces era que el jugador tomara más minutos y madurara. El atacante logró 3 anotaciones con los brumosos en ese torneo.

### Jicaral Sercoba
Para el siguiente certamen en el Clausura 2020, es cedido a préstamo al Jicaral Sercoba, durante este torneo el delantero es uno de los principales goleadores de este equipo con 8 tantos, lo que hace que regrese al cuadro alajuelense para el siguiente torneo.

### Club Bolívar
El 26 de julio de 2021 el Club Bolívar anuncia su llegada, en calidad de préstamo por un año con opción a compra. Debutó el 31 de julio de 2021 contra el C. D. J. Wilstermann, entrando al terreno de juego al minuto 62, jugando 28 minutos, finalizado el partido, el Club Bolívar obtuvo la victoria con marcador superior de 4-0. El 22 de agosto, Jurguens apareció en la alineación titular contra el C. D. Guabirá, al minuto 59, Jurguens anotó su primer gol con el club y en su primera experiencia en el exterior dejando el marcador 4-0, al minuto 65 fue sustituido, finalizado el partido, el Club Bolívar venció al C. D. Guabirá con goleada en el marcador 6-0.
Finalizada la temporada 2020-21, Jurguens disputó 11 partidos, ofreció 1 gol, y una asistencia, además de haber jugado 395 minutos, el Club Bolívar al finalizar la temporada se posicionó en el 4° puesto de la tabla, clasificando a los play-off de la Copa Libertadores, pero Jurgens Montenegro fue regresado al dueño club de la ficha, la L. D. Alajuelense.

### L. D. Alajuelense
Jurguens regresa a Costa Rica, con el club dueño de su ficha después de su paso en tierras bolivianas, la L. D. Alajuelense.
Jurguens Montenegro, junto a su club, la Liga Deportiva Alajuelense dada finalizada la temporada 2021-22 del torneo clausura, quedó en la posición 1° con 42 puntos, con derecho a jugar semifinales, Jurguens disputó 17 partidos, ofreció 2 goles y 1 asistencia.
En semifinales, Jurgens Montenegro se enfrentaba al Deportivo Saprissa, un Clásico del fútbol costarricense, Jurguens entró al terreno de juego al minuto 80, finalizado el partido, entre ambos clubes el marcador quedó 1-1, en la segunda vuelta, el marcador se encontraba 3-2 con victoria de la L.D Alajuelense en tiempos prórroga, Jurguens Montenegro ingresesa al minuto 106, finalizado el encuentro, la L.D Alajuelense vence ante el Deportivo Saprissa 4-2 en el marcador pasando a jugar la final contra el Club Sport Cartaginés.
En la final, la L. D. Alajuelense se enfrentaba ante el C. S. Cartaginés, equipo que posicionó en la tabla del torneo clausura en 3ª posición. Jurguens, en la final de ida, entró al terreno de juego al minuto 79, finalizado el partido, el marcador terminó 0-0, teniendo que resolver en la segunda vuelta. En la segunda vuelta, Jurguens entró al terreno de juego al minuto 90, y disputó 10 minutos de los tiempos extras del partido, el partido terminó con el marcador 1-1, teniendo que disputarse la gran final en la que ambos equipos definirán el campeón del torneo clausura.
En la gran final, en la ida, Jurguens entró al terreno de juego al minuto 84, finalizado el partido, el marcador los sepultuba momentáneamente de la final con el marcador 0-1 con derrota de la L.D Alajuelense, en la segunda vuelta, Jurguens Montenegro no estuvo convocado en el encuentro, la L.D Alajuelense cayó derrotada en el marcador 1-2 y con un hecho histórico, ya que el Club Sport Cartaginés, equipo más antiguo de la Primera División de Costa Rica, se coronaba campeona después de 81 años.

### Puntarenas F. C.
Jurguens Montenegro regresa a sus tierras donde nació, en la ciudad de Puntarenas, llega con condición de préstamo de parte de la L. D. Alajuelense al club recién ascendido a Primera División de Costa Rica, el Puntarenas F. C., equipo que estuvo en sus categorías inferiores antes de incorporarse a la L. D. Alajuelense.

### Municipal Pérez Zeledón
El 21 de junio de 2023, se oficializó su fichaje al Municipal Pérez Zeledón en condición de préstamo por parte de la L. D. Alajuelense.

### Klubi Sportiv Egnatia
El 11 de enero de 2024, se oficializó su fichaje al Klubi Sportiv Egnatia. El 19 de enero, realizó su primera anotación contra el F. K. Kukësi, dada la anotación al minuto 89, el encuentro finalizó por la victoria 1-4. El 14 de mayo, se coronó campeón de la Copa de Albania tras derrotar a F. K. Kukësi por el marcador 0-1. El 26 de mayo, se consagró campeón de la Superliga de Albania, venciendo por la victoria 0-1 contra el Partizán de Tirana, permitiéndole disputar los play off a la Liga de Campeones de la UEFA.

## Selección nacional

### Categorías inferiores
El 26 de octubre de 2018, Breansse Camacho, entrenador de la Selección Sub-20 de Costa Rica, dio en conferencia de prensa la lista de 21 futbolistas que participarían en el Premundial Concacaf que arrancará el 1 de noviembre en los Estados Unidos. Montenegro anotó su primer gol en el primer juego de la tricolor ante la selección sub-20 de Bermudas el 1 de noviembre en la victoria de Costa Rica 5-0.

#### Participaciones internacionales
| Competición                           | Sede           | Resultado      | Partidos | Goles |
| ------------------------------------- | -------------- | -------------- | -------- | ----- |
| Campeonato Sub-20 de la Concacaf 2018 | Estados Unidos | Eliminado      | 6        | 1     |
| Preolímpico de Concacaf de 2020       | México         | Fase de grupos | 3        | 0     |

### Selección absoluta
El 3 de junio de 2021, Montenegro debutó con Costa Rica en la Liga de Naciones de la Concacaf 2019-20 contra México, su ingreso sucedió al minuto 85 por el empate 0-0 y la derrota en penales por 5-4.

#### Participaciones internacionales
| Competición                             | Sede     | Resultado    | Partidos | Goles |
| --------------------------------------- | -------- | ------------ | -------- | ----- |
| Liga de Naciones de la Concacaf 2019-20 | Concacaf | Cuarto lugar | 1        | 0     |

#### Participaciones en eliminatorias
| Eliminatoria               | Sede  | Resultado   | Partidos | Goles |
| -------------------------- | ----- | ----------- | -------- | ----- |
| Clasificación Mundial 2022 | Catar | Clasificado | 3        | 0     |

## Estadísticas

### Clubes
Actualizado al último partido jugado el 26 de mayo de 2024.
| Club                                 | Div.          | Temporada     | Liga  | Liga  | Liga   | Copas nacionales | Copas nacionales | Copas nacionales | Copas internacionales | Copas internacionales | Copas internacionales | Total | Total | Total  |
| Club                                 | Div.          | Temporada     | Part. | Goles | Asist. | Part.            | Goles            | Asist.           | Part.                 | Goles                 | Asist.                | Part. | Goles | Asist. |
| ------------------------------------ | ------------- | ------------- | ----- | ----- | ------ | ---------------- | ---------------- | ---------------- | --------------------- | --------------------- | --------------------- | ----- | ----- | ------ |
| L. D. Alajuelense · Costa Rica       |               |               |       |       |        |                  |                  |                  |                       |                       |                       |       |       |        |
| 1.ª                                  | 2017-18       | 4             | 0     | 0     | —      | —                | —                | —                | —                     | —                     | 4                     | 0     | 0     |        |
| 1.ª                                  | 2018-19       | 14            | 2     | 0     | —      | —                | —                | —                | —                     | —                     | 14                    | 2     | 0     |        |
| Total club                           | Total club    | 18            | 2     | 0     | 0      | 0                | 0                | 0                | 0                     | 0                     | 18                    | 2     | 0     |        |
| C. S. Cartaginés · Costa Rica        |               |               |       |       |        |                  |                  |                  |                       |                       |                       |       |       |        |
| 1.ª                                  | 2019-20       | 18            | 3     | 3     | —      | —                | —                | —                | —                     | —                     | 18                    | 3     | 3     |        |
| Total club                           | Total club    | 18            | 3     | 3     | 0      | 0                | 0                | 0                | 0                     | 0                     | 18                    | 3     | 3     |        |
| Jicaral Sercoba · Costa Rica         |               |               |       |       |        |                  |                  |                  |                       |                       |                       |       |       |        |
| 1.ª                                  | 2019-20       | 19            | 8     | 2     | —      | —                | —                | —                | —                     | —                     | 19                    | 8     | 2     |        |
| Total club                           | Total club    | 19            | 8     | 2     | 0      | 0                | 0                | 0                | 0                     | 0                     | 19                    | 8     | 2     |        |
| L. D. Alajuelense · Costa Rica       |               |               |       |       |        |                  |                  |                  |                       |                       |                       |       |       |        |
| 1.ª                                  | 2020-21       | 40            | 13    | 3     | —      | —                | —                | 6                | 1                     | 0                     | 46                    | 14    | 3     |        |
| Total club                           | Total club    | 40            | 13    | 3     | 0      | 0                | 0                | 6                | 1                     | 0                     | 46                    | 14    | 3     |        |
| Club Bolívar · Bolivia               |               |               |       |       |        |                  |                  |                  |                       |                       |                       |       |       |        |
| 1.ª                                  | 2020-21       | 11            | 1     | 1     | —      | —                | —                | —                | —                     | —                     | 11                    | 1     | 1     |        |
| Total club                           | Total club    | 11            | 1     | 1     | 0      | 0                | 0                | 0                | 0                     | 0                     | 11                    | 1     | 1     |        |
| L. D. Alajuelense · Costa Rica       |               |               |       |       |        |                  |                  |                  |                       |                       |                       |       |       |        |
| 1.ª                                  | 2021-22       | 22            | 2     | 1     | —      | —                | —                | —                | —                     | —                     | 22                    | 2     | 1     |        |
| Total club                           | Total club    | 22            | 2     | 1     | 0      | 0                | 0                | 0                | 0                     | 0                     | 22                    | 2     | 1     |        |
| Puntarenas F. C. · Costa Rica        |               |               |       |       |        |                  |                  |                  |                       |                       |                       |       |       |        |
| 1.ª                                  | 2022-23       | 28            | 6     | 5     | 1      | 1                | 0                | —                | —                     | —                     | 29                    | 7     | 5     |        |
| Total club                           | Total club    | 28            | 6     | 5     | 1      | 1                | 0                | 0                | 0                     | 0                     | 29                    | 7     | 5     |        |
| Pérez Zeledón · Costa Rica           |               |               |       |       |        |                  |                  |                  |                       |                       |                       |       |       |        |
| 1.ª                                  | 2023-24       | 21            | 5     | 3     | 3      | 1                | 3                | —                | —                     | —                     | 24                    | 6     | 6     |        |
| Total club                           | Total club    | 21            | 5     | 3     | 3      | 1                | 3                | 0                | 0                     | 0                     | 24                    | 6     | 6     |        |
| Klubi Sportiv Egnatia · Albania      |               |               |       |       |        |                  |                  |                  |                       |                       |                       |       |       |        |
| 1.ª                                  | 2023-24       | 20            | 5     | 2     | 5      | 3                | 0                | —                | —                     | —                     | 25                    | 8     | 2     |        |
| Total club                           | Total club    | 20            | 5     | 2     | 5      | 3                | 0                | 0                | 0                     | 0                     | 25                    | 8     | 2     |        |
| Municipal Liberia · Costa Rica       |               |               |       |       |        |                  |                  |                  |                       |                       |                       |       |       |        |
| 1.ª                                  | 2024-25       | 0             | 0     | 0     | 0      | 0                | 0                | —                | —                     | —                     | 0                     | 0     | 0     |        |
| Total club                           | Total club    | 0             | 0     | 0     | 0      | 0                | 0                | 0                | 0                     | 0                     | 0                     | 0     | 0     |        |
| Total carrera                        | Total carrera | Total carrera | 197   | 45    | 20     | 9                | 5                | 3                | 6                     | 1                     | 0                     | 212   | 51    | 23     |
| 1. 2. Fuente:Transfermarkt Soccerway |               |               |       |       |        |                  |                  |                  |                       |                       |                       |       |       |        |

### Selección de Costa Rica
Actualizado al último partido jugado el 9 de septiembre de 2021.
| Absoluta · Costa Rica                             |   |   |   |   |   |   |   |   |   |   |   |   |
| 2021                                              | 3 | 0 | 0 | 1 | 0 | 0 | 1 | 0 | 0 | 5 | 0 | 0 |
| Total                                             | 3 | 0 | 0 | 1 | 0 | 0 | 1 | 0 | 0 | 5 | 0 | 0 |
| 1. Fuente:Transfermarkt / National Football Teams |   |   |   |   |   |   |   |   |   |   |   |   |

## Palmarés

### Títulos nacionales
| Título                         | Club                  | País       | Año  |
| ------------------------------ | --------------------- | ---------- | ---- |
| Primera División de Costa Rica | L. D. Alajuelense     | Costa Rica | 2020 |
| Copa de Albania                | Klubi Sportiv Egnatia | Albania    | 2024 |
| Superliga de Albania           | Klubi Sportiv Egnatia | Albania    | 2024 |

### Títulos internacionales
| Título        | Club              | Sede     | Año  |
| ------------- | ----------------- | -------- | ---- |
| Liga Concacaf | L. D. Alajuelense | Alajuela | 2020 |

### Distinciones individuales
| Distinción                                                                         | Año  |
| ---------------------------------------------------------------------------------- | ---- |
| Mejor jugador sub-20 de la Primera División de Costa Rica del Torneo Clausura 2020 | 2020 |